# 동일창극단
동일창극단(東一唱劇團)은 대한민국의 창극 극단이다. 1939년 임방울·박초월·박귀희 등이 창립하고 창극 <일목장군(一目將軍)>을 공연하였다.